# 미나미인나이촌
미나미인나이촌(일본어: 南院内村)은 일본 오이타현 우사군에 설치되었던 촌이다. 현재의 우사시에 해당한다.